# Wolfgang Müller (Offizier)
Wolfgang Müller (* 15. Dezember 1901 in Bad Rehburg; † 6. Januar 1986 in Mettmann) war ein deutscher Offizier und Widerstandskämpfer des 20. Juli 1944.

## Leben
Wolfgang Müller stammte aus einer Arztfamilie. 1912 trat er in das Königlich Preußische Kadettenkorps ein und war zunächst im Kadettenhaus Bensberg stationiert, später dann in der Hauptkadettenanstalt Groß-Lichterfelde, wo er auch sein Abitur ablegte.
1919 trat er dem Freikorps Landesjäger des Generals Maercker bei, wo er für die Überwachung linksradikaler Zeitungen zuständig war; 1920 erhielt er die Funktion eines Kompanietruppführers.
1921 wechselte Müller zur Infanterieschule München und wurde 1922 im Rang eines Leutnants in die Reichswehr übernommen. Von 1924 bis 1926 war er als Ausbilder der Schwarzen Reichswehr im Wehrkreiskommando IV tätig und unterwies unter anderem Angehörige des Jungstahlhelms sowie des Jungdeutschen Ordens.
Ab den 1930er Jahren stieg Müller permanent in der militärischen Hierarchie auf (1934 Beförderung zum Hauptmann, 1939 Major, 1941 Oberstleutnant und 1942 Oberst). Im Juni 1944 wurde er zum Abteilungschef der Infanterieabteilung des Oberkommandos des Ersatzheers in Döberitz ernannt.
Politisch hatte Müller während der Weimarer Republik konservativ-revolutionären Kräften aus dem Umfeld von Oswald Spengler, Otto Strasser, Ernst Niekisch und Ernst Jünger nahegestanden und sich antikapitalistisch, antiegalitär und antibürgerlich verstanden. Sein Verhältnis zum Nationalsozialismus, dessen Parteigängern in der Wehrmacht er „Bonzentum“ unterstellte, war vor diesem Hintergrund gespannt. Als Bataillons- und Regimentskommandeur im Zweiten Weltkrieg lehnte er den Vernichtungskrieg gegen die Sowjetunion aber nicht ab. Seine Sympathien mit dem militärischen Widerstand gegen den Nationalsozialismus wuchsen mit der sich verschlechternden militärischen Lage. Den Umsturzversuch am 20. Juli 1944 sollte Müller mit Truppen der Infanterieschule Döberitz unterstützen. Er wurde am 13. August 1944 von der Gestapo verhaftet und verbrachte fünf Wochen in Einzelhaft. Nach eigenen Angaben konnte er den Ausstoß aus der Wehrmacht nur durch Fürsprache General Heinz Guderians vermeiden. Hitler verfügte seine Degradierung zum Schützen, der Müller sich mit Glück entziehen konnte, indem er sich in den letzten Kriegsmonaten in mehreren Lazaretten aufhielt. Bei Kriegsende geriet er in britische Gefangenschaft, aus der er im März 1946 entlassen wurde.
Bereits in Kriegsgefangenenlagern hatte Müller Offiziere, die auf Distanz zum Nationalsozialismus gegangen waren, um sich geschart und eine Arbeitsgemeinschaft „Die Wahrheit“ gebildet, gleichsam einen Prototyp der späteren Historischen Forschungsgemeinschaft „Das Andere Deutschland“. Als deren Vorsitzender amtierte Müller ab 1948 und ab 1949 als  Geschäftsführer. Von 1947 bis 1949 arbeitete er auch an der Publikation Das Andere Deutschland mit. Parallel dazu war Müller von 1946 bis zu seinem Austritt 1950 stellvertretendes Ratsmitglied der Vereinigung der Verfolgten des Naziregimes.
Am 20. November 1951 beantragte Müller beim Amt Blank, bei der absehbaren Wiederbewaffnung berücksichtigt zu werden; sein Anliegen wurde aber abschlägig beschieden.
In den 1950er Jahren hatte Müller leitende Positionen in verschiedenen Vereinigungen der Verfolgten des nationalsozialistischen Regimes inne; 1955 wurde er mit der Adenauer-Gedenkmünze der Arbeitsgemeinschaft Demokratischer Kreise ausgezeichnet. Von 1957 bis 1967 war Müller als Chefredakteur der Wehrausbildung in Wort und Bild – Ausbildungszeitschrift der Unteroffiziere der Bundeswehr tätig und setzte sich als Unterstützer der SPD für die Bildung der Großen Koalition von 1966 ein.